# Brian Hayes
Brian Hayes, irl. Brian Ó hAodha (ur. 23 sierpnia 1969 w Dublinie) – irlandzki polityk, Teachta Dála i senator, minister stanu, poseł do Parlamentu Europejskiego VIII kadencji.

## Życiorys
Kształcił się m.in. w katolickim St Patrick's College w Maynooth oraz w Trinity College w Dublinie. Pracował jako nauczyciel szkoły średniej.
Zaangażował się w działalność polityczną w ramach centroprawicowej Fine Gael. Do niższej izby irlandzkiego parlamentu po raz pierwszy wystartował bez powodzenia w wyborach uzupełniających w 1994. Rok później zasiadł w wyższej izbie, kiedy to do Seanad Éireann 20. kadencji nominował go premier. W 1997 w okręgu wyborczym Dublin South-West uzyskał mandat posła do Dáil Éireann 28. kadencji, utracił go jednak w 2002. W tym samym roku powrócił do senatu Irlandii (22. kadencji) z rekomendacji panelu kulturalno-edukacyjnego. W 2007 odzyskał mandat deputowanego do izby niższej (30. kadencji), a w 2011 z powodzeniem ubiegał się o reelekcję na 31. kadencję. Pełnił różne funkcje w strukturach partyjnych, w tym lidera FG w Senacie. Był również radnym Dublinu Południowego.
W 2011 objął stanowisko ministra stanu (niewchodzącego w skład rządu) w departamencie finansów. W wyborach europejskich w 2014 z ramienia swojego ugrupowania w okręgu stołecznym uzyskał mandat eurodeputowanego VIII kadencji.